# Liste der Naturdenkmale in Astert
Die Liste der Naturdenkmale in Astert nennt die im Gemeindegebiet von Astert ausgewiesenen Naturdenkmale (Stand 13. Juni 2024).

## Ehemalige Naturdenkmale
| Nr. | Bezeichnung            | Lage                                                     | Beschreibung                             | Bild                                    |
| --- | ---------------------- | -------------------------------------------------------- | ---------------------------------------- | --------------------------------------- |
|     | Alte Eiche am Waldrand | Astert, östlich des Ortes; Abteilung Asterter Harth Lage | Quercus sp.; Rechtsverordnung aufgehoben | Direkt Bild zu diesem Denkmal hochladen |